# 문무일
문무일(文武一, 1961년 7월 16일~)은 대한민국의 제42대 검찰총장을 역임한 법조인이다.

## 생애
1961년 전라남도 광주에서 태어났다. 광주무진중학교, 광주제일고등학교, 고려대학교 법학과를 나왔으며 1986년 28회 사법시험에 합격하였다.
사법연수원 18기로 광주고등검찰청 차장검사, 법무부 범죄예방정책국장, 서울서부지방검찰청 검사장, 대전지방검찰청 검사장 등을 역임했다.
노무현 전 대통령 측근 비리 수사, 효성 비자금 조성 의혹수사, 성완종 회장 사건, 대한항공 조현아 전 부사장의 '땅콩 회항' 사건 등 특수사건 수사에 참여하였다. 이명박 정권의 자원외교비리에 대한 경남기업 수사 중 성완종 경남기업 회장이 자살하였고, 성 회장의 시신에서 발견된 메모에 이완구 국무총리와 홍준표 경남도지사 등 정치인과 고위 공무원 8인에 대한 금품 제공이 의심되는 내용이 적혀있었다. 이에 김수남 검찰총장에 의해 특별수사 팀장으로 임명되었다.
2015년 12월 부산고등검찰청 검사장이 되었고, 2017년 7월 문재인 정부에서 검찰총장으로 임명됐다.
2019년 5월, 검경 수사권 조정안이 국회에서 패스트트랙 안건으로 지정된 것에 대해 반발하였다. 문 총장은 "현재 패스트트랙으로 지정된 법률안들은 견제와 균형이라는 민주주의 원리에 반한다"며 "특정기관(경찰)에 통제받지 않는 1차 수사권과 국가정보권이 결합된 독점적 권능을 부여하고 있다"는 이유로 비판적인 입장을 드러냈다. 이후 4일 귀국하며 "과거 검찰의 업무 수행에 관한 시대적 지적이 있다는 것 잘 알고 있다. 저 또한 업무수행 방식에 변화가 필요하다는 데 동의한다"고 입장을 밝혔다. 그러면서 "어떤 경우에도 국민의 기본권 보호에 빈틈이 생기는 경우는 없어야 한다"면서 "국가의 수사권능 작용에 혼선이 발생해서는 안된다"고 덧붙였다.
검경 수사권 조정과 관련해 한국형사소송법학회 또한 반대 의견을 낼 것으로 알려졌다. 형소법학회는 ① 국회 논의의 절차적 정당성이 보장되지 않았으며, ② 경찰의 1차적 수사종결권 행사는 국민의 기본권에 대한 심각한 위험을 초래할 수 있고, ③ 수사권 조정안에 검찰의 정치적 중립성 확보 방안과 수사권 남용에 대한 통제방안이 없다며 문무일 총장과 유사한 의견을 가지고 있다.

## 학력
- 광주무진중학교
- 광주제일고등학교
- 고려대학교 법학 학사

## 경력
- 1986: 제28회 사법시험 합격
- 1989: 제18기 사법연수원 수료
- 1992: 대구지방검찰청 검사
- 1994: 전주지방검찰청 남원지청 검사
- 1995: 서울지방검찰청 검사
- 1997: 인천지방검찰청 검사
- 1999: 광주지방검찰청 검사
- 2001: 광주지방검찰청 부부장검사
- 2001. 6.~2002. 8. 제39대 대전지방검찰청 논산지청장
- 2002: 서울지방검찰청 부부장검사
- 2003: 제주지방검찰청 부장검사
- 2004. 6.~2005. 4. 대검찰청 특별수사지원과장
- 2005. 4.~2007. 2. 대검찰청 과학수사2담당관
- 2007. 2.~2008. 3. 대검찰청 중앙수사1과장
- 2008. 3.~2009. 1. 서울중앙지방검찰청 특별수사1부장검사
- 2009. 1.~2009. 8. 수원지방검찰청 2차장검사
- 2009. 8.~2010. 8. 인천지방검찰청 1차장검사
- 2010. 8. 광주고등검찰청 검사
- 대검찰청 선임연구관
- 2011. 8. 부산지방검찰청 1차장검사
- 2012. 7.~2013. 4. 광주고등검찰청 차장검사
- 2013. 4.~2013. 12. 법무부 범죄예방정책국장
- 2013. 12.~2015. 2. 제14대 서울서부지방검찰청 검사장
- 2015. 2.~2015. 12. 제60대 대전지방검찰청 검사장
- 2015. 12.~2017. 7. 제29대 부산고등검찰청 검사장
- 2017. 7.~2019. 7. 제42대 대검찰청 검찰총장
- 2019. 11. 고려대학교 정보대학 컴퓨터학과 석좌교수
- 2022. 8.~: 법무법인 세종 대표변호사